# Аваш (национальный парк)
А́ваш — национальный парк в Эфиопии. Обнаруженная в местонахождении Ли Адойта (Lee Adoyta) в районе Леди-Герару челюсть LD 350-1 (образец был обнаружен в иле на высоте 10 м над участком туфа Гурумаха) является либо древнейшей окаменелостью рода Homo (2,8 млн лет), либо переходной формой между афарскими австралопитеками и людьми видов Homo habilis и Homo rudolfensis.

## География
Национальный парк Аваш находится в бассейне рек Леди и Аваш в центральной части Эфиопии, в южной части региона Афар, в 225 километрах восточнее Аддис-Абебы. Восточнее парка находится и ближайший к нему крупный город — Аваш. Южная граница парка проходит по реке Аваш и озеру Басака. На территории заповедника река Аваш образует водопады.
Площадь заповедника превышает 756 км². Территория его покрыта акациевыми рощами и травяной саванной, и разделена на две части проложенным здесь шоссе «Аддис-Абеба — Дыре-Дауа». На севере это равнина Иллала-Саха, на юге — долина Киду.

## История
Национальный парк Аваш был основан в 1966 году.

## Животный мир
Среди обитающих здесь животных следует отметить следующих антилоп — восточноафриканский орикс, сомалийская газель, дикдики, куду. Здесь же проживают около 350 видов птиц. В долине Киду, находящейся на возвышенности, имеются горячие источники, вокруг которых образовались пальмовые оазисы.